# Lackstift

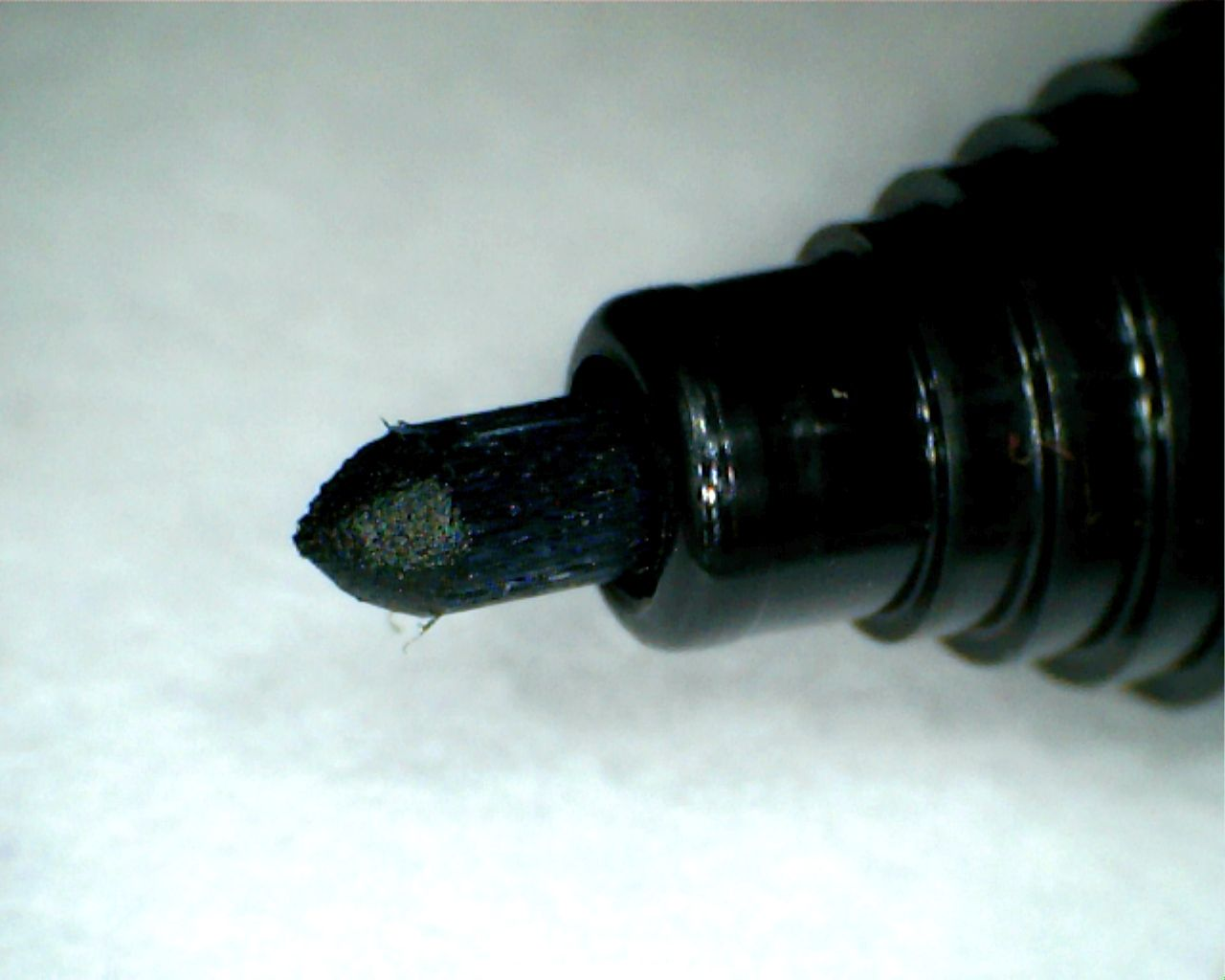
Spitze eines Lackstifts für Papier oder Pappe

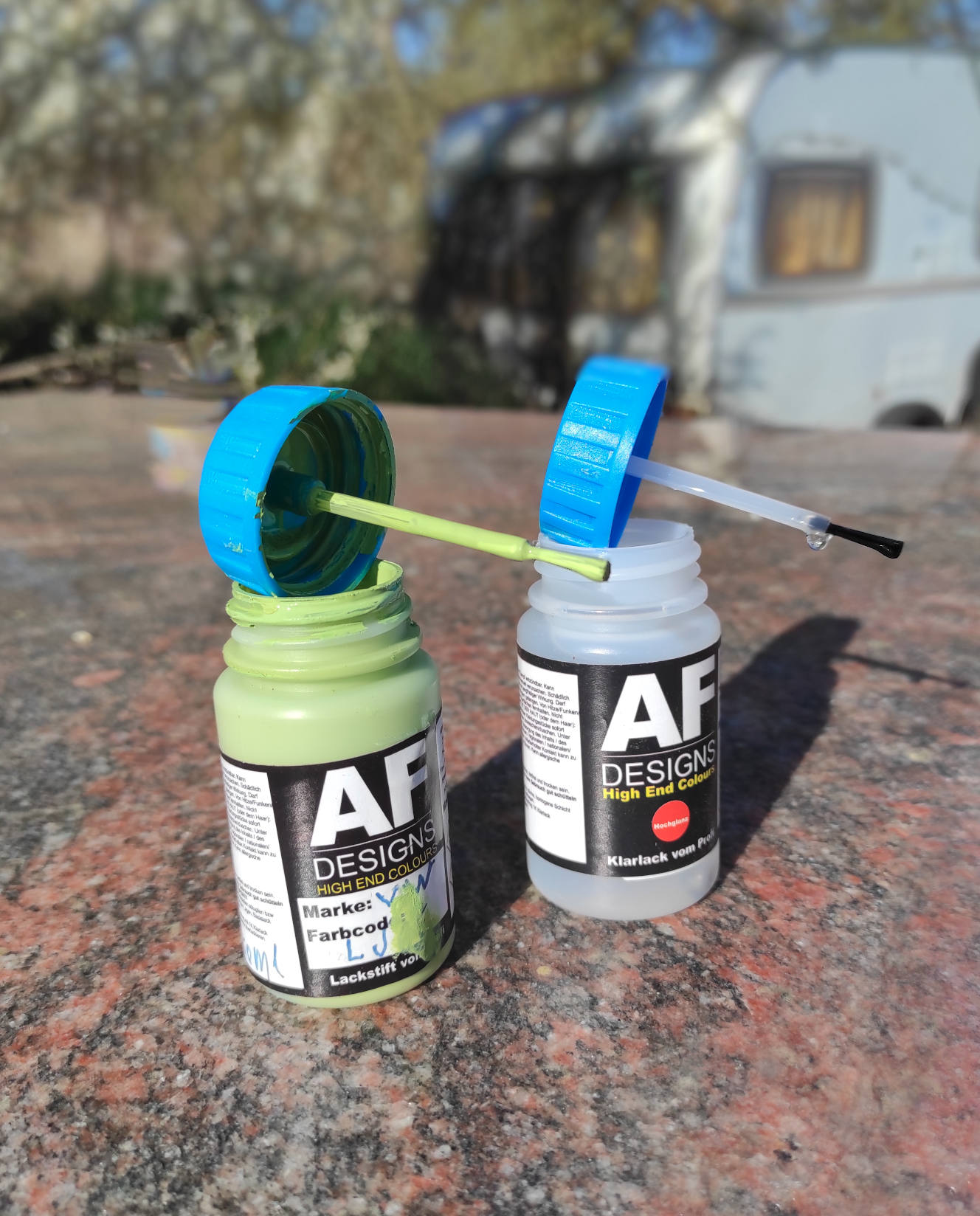
Reparaturset für den PKW, bestehend aus Farblackstift und Klarlackstift

Ein Lackstift ist ein kleiner mit Lack gefüllter Behälter, der mit der Hand geführt wird. Er ist mit einem Applikationsmechanismus wie zum Beispiel einem Pinsel, einer Pipette oder einer filzstiftähnlichen Spitze versehen. Er findet sich im Schreibwarenhandel, Bastelgeschäften oder im Kfz-Zubehörhandel als  Autolack für den Kraftfahrzeugbereich.

## Schreibware
Als Lackmarker oder Lackmalstift findet der Lackstift Verwendung im Bereich der handschriftlichen Textbearbeitung (etwa Korrekturen oder Hervorhebungen) oder künstlerischer Gestaltung auf Papier oder Karton.

## Kraftfahrzeugbereich
Lackstifte finden für kleine Reparaturen an PKW, LKW oder Motorrädern wie zum Beispiel Kratz- und Steinschlagspuren Anwendung. Diese sind üblicherweise in den Serienfarbtönen oder Klarlack erhältlich oder bei Fahrzeuglackierereien in den jeweils verwendeten Farbtönen.  In der Regel können die Lackstifte frisch gemischt, abgefüllt und versendet werden, basierend auf dem Farbcode des Fahrzeuges. Der Farbcode ist je nach Hersteller an unterschiedlichen Stellen im Fahrzeugraum angebracht.
Mit einem mitgelieferten oder eingebauten Lacktupfer (Mikropinsel) werden kleine Mengen von Lack aufgebracht. Im Lack befindet sich eine kleine metallische Kugel, die als Lackmischkugel dient und dafür sorgt, dass ein gleichmäßiger Farbauftrag möglich wird. Mit der leicht durchzuführenden Eigenreparatur können Kosten und höherer Aufwand, etwa das Verbringen zu einer Autolackierei, vermieden werden.
Im ersten Schritt sollte die betroffene Stelle gründlich gesäubert werden. Fett oder Schmutz verhindert, dass der Lack später richtig hält. Im zweiten Schritt kann man schon den Lack auftragen. Im dritten Schritt wird der Klarlack auf die lackierte Stelle aufgetragen. Im vierten und letzten Schritt kann man die lackierte Stelle noch polieren. Das ist aber nicht zwingend erforderlich. Das kann man ganz einfach mit einer Mini Poliermaschine machen.